# 다나카 소라
다나카 소라(일본어: 田中 想来, 2004년 11월 11일~)는 일본의 축구 선수이다.

## 구단 경력
그는 2022년 J3리그의 마쓰모토 야마가 FC에 입단했다. 2024년 게일랑 인터내셔널 FC로 임대 이적했다. 2024년 7월 마쓰모토 야마가 FC로 복귀했다.